# فز
فز (انگلیسی: Fez) یک بازی ویدئویی مستقل سکوبازی است که توسط فیل فیش توسعه یافته و توسط ترپدور منتشر شد. شخصیت بازیکن گومز یک فینه دریافت می‌کند که نشان می‌دهد فضای دوبعدی او یکی از چهار وجه فضای سه‌بعدی است. بازیکن میان چهار حالت دوبعدی و سه‌بعدی برای حل کردن معماها جهت دید را عوض می‌کند. هدف بازی جمع‌آوری مکعب و قطعات مکعب است تا نظم به جهان برگردد.